# Robert Klaasen
Robert Klaasen (Amsterdam, 6 settembre 1993) è un calciatore olandese, centrocampista del MVV.

## Caratteristiche tecniche
È un mediano.

## Carriera
Ha esordito il 27 luglio 2013 con la maglia del Kortrijk in occasione di un match di campionato vinto 1-0 contro l'OH Lovanio.

## Statistiche

### Presenze e reti nei club
Statistiche aggiornate al 7 giugno 2018.
| Stagione        | Squadra          | Campionato      | Campionato | Campionato | Coppe nazionali | Coppe nazionali | Coppe nazionali | Coppe continentali | Coppe continentali | Coppe continentali | Altre coppe | Altre coppe | Altre coppe | Totale | Totale | Totale |
| Stagione        | Squadra          | Comp            | Pres       | Reti       | Comp            | Pres            | Reti            | Comp               | Pres               | Reti               | Comp        | Pres        | Reti        | Pres   | Reti   |        |
| --------------- | ---------------- | --------------- | ---------- | ---------- | --------------- | --------------- | --------------- | ------------------ | ------------------ | ------------------ | ----------- | ----------- | ----------- | ------ | ------ | ------ |
| 2013-2014       | Kortrijk         | D1              | 15         | 1          | CB              | 0               | 0               |                    | -                  | -                  |             | -           | -           | 15     | 1      |        |
| 2014-2015       | Kortrijk         | D1              | 21         | 0          | CB              | 1               | 0               |                    | -                  | -                  |             | -           | -           | 22     | 0      |        |
| 2015-gen. 2016  | Kortrijk         | D1              | 0          | 0          | CB              | 0               | 0               |                    | -                  | -                  |             | -           | -           | 0      | 0      |        |
| Totale Kortrijk | Totale Kortrijk  | Totale Kortrijk | 36         | 1          |                 | 1               | 0               |                    | -                  | -                  |             | -           | -           | 37     | 1      |        |
| gen.-giu. 2016  | Sparta Rotterdam | 1D              | 5          | 1          | CO              | 0               | 0               |                    | -                  | -                  |             | -           | -           | 5      | 1      |        |
| 2016-gen. 2017  | Jong Sparta      | 2D              | 16         | 3          |                 | -               | -               |                    | -                  | -                  |             | -           | -           | 16     | 3      |        |
| gen.-giu. 2017  | De Graafschap    | 1D              | 16         | 0          | CO              | 0               | 0               |                    | -                  | -                  |             | -           | -           | 16     | 0      |        |
| 2017-2018       | De Graafschap    | 1D              | 22+4       | 0          | CO              | 1               | 0               |                    | -                  | -                  |             | -           | -           | 27     | 0      |        |
| Totale carriera | Totale carriera  | Totale carriera | 99         | 5          |                 | 2               | 0               |                    | -                  | -                  |             | -           | -           | 101    | 5      |        |